# Immeuble Aschan
Pour les articles homonymes, voir Aschan.
La Maison d'Aschan (en finnois : Aschanin talo) ou Maison de la pharmacie (en finnois : Apteekin talo) est une maison historique de Pohjoisesplanadi à Helsinki en Finlande,,.

## Histoire
La première maison Aschan est conçue par Gabriel Andsten dans le style Empire.
La maison est construite au croisement de Pohjoisesplanadi et d'Unioninkatu, devant la pharmacie située dans son coin arrondi il y a quatre piliers doriques formant une colonnade. 
En 1877, la façade prend un Style néo-Renaissance selon les plans de Frans Anatolius Sjöström. Les piliers du coin sont alors enlevés.
Ce premier bâtiment est démoli à la fin des années 1960.
La maison Aschan est reconstruite de 1968 à 1971 selon les plans d'Aarno Ruusuvuori.
La façade du nouvel édifice garde le style de Frans Anatolius Sjöström.
Le nouvel immeuble accueille des bureaux de la ville d'Helsinki.
De nos jours, on y trouve entre autres un restaurant,,.